# John St. John (homme politique)
John Pierce St. John (né le 25 février 1833 à Brookville en Indiana et mort le 31 août 1916 à Olathe au Kansas) est un homme politique américain. Membre du Parti républicain, il est gouverneur du Kansas entre 1879 et 1883. Supporteur de la prohibition, il met en place des lois en sa faveur dans l'État et est le candidat du Parti de la prohibition pour l'élection présidentielle américaine de 1884.

## Biographie
St. John est le fils d'un alcoolique. Ayant servi durant la Guerre de Sécession, il devient par la suite actif en politique. Il est élu gouverneur du Kansas et fait inscrire la prohibition dans leur constitution. Candidat à la présidentielle pour un parti mineur, il fait particulièrement campagne dans l'État de New York, aidant possiblement Grover Cleveland à remporter l'élection.